# سه‌تقطیره؛ اجرای زنده در یوشیز
سه تقطیره (به انگلیسی: Triple Distilled) نام چهارمین آلبوم گروه بلوز راک ایرانی کیوسک است که در سال ۲۰۱۰ منتشر شده‌است. این آلبوم شامل ۱۵ قطعه است که شامل برخی آهنگ‌های آلبوم‌های قدیمی و چند آهنگ جدید به همراه یک آهنگ از تام ویتس است. در این آلبوم سعی شده بیشتر از سازهای آکوستیک استفاده شود. قطعات این آلبوم در حین یک اجرای زنده ضبط شده‌اند که از این منظر، سه‌تقطیر پیشگاه این روش بعد از انقلاب ۱۳۵۷ در ایران است.

## فهرست آهنگ‌ها
1. زوربای ملایری
2. عشق و مرگ در دنیای مجازی
3. چرخش پوچ
4. آقا، نگه دار!
5. ستاره
6. اونور دریا
7. ترانه
8. آی، آی
9. چمن سبز
10. پراگماتیسم عشقی
11. کفش
12. وردار ببر
13. یارم بیا
14. شب بود
15. تو کجایی؟